# Синьхай (станция метро)
«Синьхай» (англ. Xinhai; кит. 辛亥) — станция линии Вэньху Тайбэйского метрополитена, открытая 28 марта 1996. Располагается между станциями «Линьгуан» и «Госпиталь Ваньфан». Находится на территории района Вэньшань в Тайбэе.

## Техническая характеристика
Станция «Синьхай» — эстакадная с боковыми платформами. Для перехода на противоположную платформу оборудован мостик над путями. На станции есть один выход, оборудованный эскалаторами и лифтом. На станции установлены платформенные раздвижные двери.